# Oval Lingotto
Oval Lingotto je pokrita dvorana v Torinu, Italija, ki je bila zgrajena za zimske olimpijske igre 2006 in je gostila tekmovanja iz hitrostnega drsanja na kratke proge. Sprejme lahko 8.500 gledalcev.
Po olimpijskih igrah se uporablja predvsem za sejme in razstavišča v povezavi z razstavnim centrom Lingotto Fiere ter tekmovanja iz iger na ledu.